# Campionatul Mondial de Atletism din 2022 - Săritura în lungime (feminin)

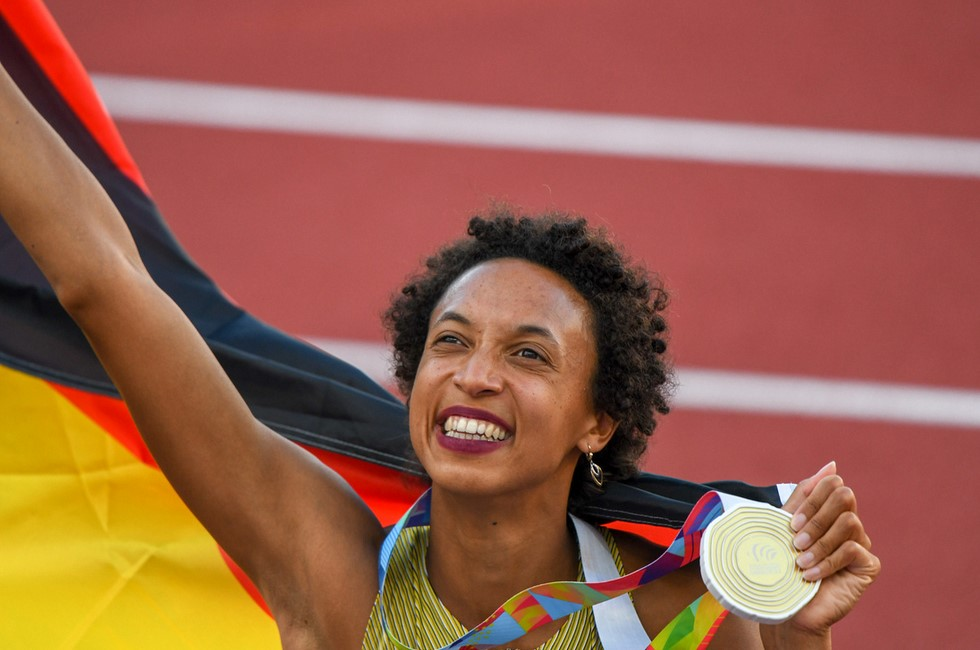
Malaika Mihambo a câștigat medalia de aur

Proba feminină de săritura în lungime de la Campionatul Mondial de Atletism din 2022 a avut loc în perioada 23-24 iulie 2022 pe Hayward Field din Eugene, SUA. 34 de atleți din 21 de țări au intrat în competiție.

## Standardul de calificare
Standardul de calificare a fost de 6,82 m.

## Program
Ora este ora SUA (UTC-7) 
| Data     | Oră   | Etapă      |
| -------- | ----- | ---------- |
| 23 iulie | 12:00 | Calificări |
| 24 iulie | 17:50 | Finala     |

## Rezultate

### Calificări
În finală s-au calificat toate sportivele care au sărit la distanța de 6,75 m (C) sau cele mai bune 12 performanțe (c).
| Loc | Grupă | Nume                 | Țară                       | Rundă | Rundă | Rundă | Cea mai bună performanță | Note  |
| Loc | Grupă | Nume                 | Țară                       | 1     | 2     | 3     | Cea mai bună performanță | Note  |
| --- | ----- | -------------------- | -------------------------- | ----- | ----- | ----- | ------------------------ | ----- |
| 1   | A     | Quanesha Burks       | Statele Unite ale Americii | 6,57  | 6,66  | 6,86  | 6,86                     | C, SB |
| 2   | B     | Malaika Mihambo      | Germania                   | 6,84  |       |       | 6,84                     | C     |
| 3   | A     | Ese Brume            | Nigeria                    | 6,49  | x     | 6,82  | 6,82                     | C     |
| 4   | B     | Marina Beh-Romanciuk | Ucraina                    | 6,81  |       |       | 6,81                     | C     |
| 5   | A     | Khaddi Sagnia        | Suedia                     | 6,78  |       |       | 6,78                     | C     |
| 6   | A     | Brooke Buschkuehl    | Australia                  | 6,76  |       |       | 6,76                     | C     |
| 7   | B     | Tiffany Flynn        | Statele Unite ale Americii | 6,73  | 6,47  | x     | 6,73                     | c     |
| 8   | B     | Ruth Usoro           | Nigeria                    | x     | 6,25  | 6,69  | 6,69                     | c     |
| 9   | B     | Jazmin Sawyers       | Marea Britanie             | x     | 6,48  | 6,68  | 6,68                     | c, SB |
| 10  | A     | Lorraine Ugen        | Marea Britanie             | 6,32  | 6,68  | -     | 6,68                     | c     |
| 11  | B     | Ivana Vuleta         | Serbia                     | x     | x     | 6,65  | 6,65                     | c     |
| 12  | B     | Leticia Oro Melo     | Brazilia                   | x     | x     | 6.64  | 6,64                     | c, SB |
| 13  | A     | Jasmine Moore        | Statele Unite ale Americii | 6,60  | 6,44  | 6,36  | 6,60                     |       |
| 14  | A     | Larissa Iapichino    | Italia                     | x     | x     | 6,60  | 6,60                     |       |
| 15  | A     | Evelise Veiga        | Portugalia                 | 6,54  | 6,41  | x     | 6,54                     |       |
| 16  | A     | Fátima Diame         | Spania                     | 6,54  | x     | x     | 6,54                     |       |
| 17  | B     | Christabel Nettey    | Canada                     | 6,47  | 6,45  | 6,50  | 6,50                     |       |
| 18  | B     | Deborah Acquah       | Ghana                      | x     | x     | 6,46  | 6,46                     |       |
| 19  | B     | Tyra Gittens         | Trinidad și Tobago         | 6,22  | 6,44  | x     | 6,44                     |       |
| 20  | B     | Sumire Hata          | Japonia                    | x     | 6,39  | 6,38  | 6,39                     |       |
| 21  | A     | Eliane Martins       | Brazilia                   | 6,06  | x     | 6,33  | 6,33                     |       |
| 22  | A     | Chanice Porter       | Jamaica                    | x     | 6,29  | x     | 6,29                     |       |
| 23  | A     | Merle Homeier        | Germania                   | 6,09  | x     | x     | 6,09                     |       |
| 25  | A     | Claire Azzopardi     | Malta                      | 5,74  | 5,79  | 5,68  | 5,79                     |       |
| 24  | B     | Samantha Dale        | Australia                  | x     | 6,04  | x     | 6,04                     |       |
|     | B     | Filippa Fotopoulou   | Cipru                      | x     | x     | x     | FM                       |       |
|     | A     | Milica Gardašević    | Serbia                     | x     | x     | x     | FM                       |       |
|     | B     | Marthe Koala         | Burkina Faso               |       |       |       |                          | NS    |

### Finala
| Loc | Nume                 | Țară                       | Rundă | Rundă | Rundă | Rundă | Rundă | Rundă | Rezultat | Note |
| Loc | Nume                 | Țară                       | 1     | 2     | 3     | 4     | 5     | 6     | Rezultat | Note |
| --- | -------------------- | -------------------------- | ----- | ----- | ----- | ----- | ----- | ----- | -------- | ---- |
| 1   | Malaika Mihambo      | Germania                   | x     | x     | 6,98  | 7,09  | x     | 7,12  | 7,12     | SB   |
| 2   | Ese Brume            | Nigeria                    | 6,61  | 6.88  | 7,02  | 6,86  | x     | 6,91  | 7,02     | SB   |
| 3   | Leticia Oro Melo     | Brazilia                   | 6,89  | x     | x     | x     | x     | x     | 6,89     | PB   |
| 4   | Quanesha Burks       | Statele Unite ale Americii | 6,46  | 6,88  | 6,50  | 6,46  | 6,48  | 6,45  | 6,88     | SB   |
| 5   | Brooke Buschkuehl    | Australia                  | 6,57  | 6,87  | x     | x     | 6,77  | x     | 6,87     |      |
| 6   | Khaddi Sagnia        | Suedia                     | x     | 6,69  | 4,56  | 6,66  | 6,87  | x     | 6,87     |      |
| 7   | Ivana Vuleta         | Serbia                     | x     | 6,67  | x     | 6,84  | 6,84  | 6,75  | 6,84     |      |
| 8   | Marina Beh-Romanciuk | Ucraina                    | 6,79  | x     | x     | x     | x     | 6,82  | 6,82     |      |
| 9   | Jazmin Sawyers       | Marea Britanie             | 6,62  | 6,50  | 6,56  |       |       |       | 6,62     |      |
| 10  | Lorraine Ugen        | Marea Britanie             | x     | 6,53  | x     |       |       |       | 6,53     |      |
| 11  | Ruth Usoro           | Nigeria                    | 6,50  | 6,52  | 6,31  |       |       |       | 6,52     |      |
| 12  | Tiffany Flynn        | Statele Unite ale Americii | 6,48  | x     | x     |       |       |       | 6,48     |      |